# Ludmilla di Boemia
Ludmilla di Boemia, o Ludmila (Mělník, 860 – Tetín, 15 settembre 921), nonna di san Venceslao, duchessa di Boemia, è venerata come santa e martire dalla Chiesa cattolica e dalla Chiesa ortodossa.

## Biografia
Nacque intorno all'860 a Mělník, in Boemia (ora Repubblica Ceca), dal principe slavo Slavibor. Venne data in sposa a Bořivoj I di Boemia, noto come il primo duca di Boemia cristiano della storia: la coppia si convertì al cristianesimo intorno all'871, probabilmente in seguito all'azione dei futuri santi Cirillo e Metodio.
I loro iniziali tentativi di convertire il popolo boemo non furono ben accolti in prima istanza, tanto da portarli all'esilio, su pressione dei pagani. In seguito la coppia di sovrani poté fare ritorno in patria e governare, finché non si ritirò a Tetín, nel distretto di Beroun.
Ludmilla fu coinvolta nell'educazione religiosa del nipote Venceslao. Secondo il racconto tramandato, sua nuora Drahomíra era gelosa dell'influenza della donna su suo figlio e inviò due nobili ad assassinarla a Tetín; si dice che la donna fosse stata strangolata con il suo stesso velo.

## Discendenza
Ludmilla diede a Bořivoj almeno due figli:
- Spytihněv, che divenne duca di Boemia e regnò dall'894 al 915
- Vratislao, che succedette al fratello Spytihněv, quando questi morì, come duca di Boemia, fino al 921, anno della sua morte.

## Culto
Fu canonizzata poco tempo dopo la morte. Inizialmente Ludmilla fu sepolta nella Chiesa di San Michele a Tetín. Prima dell'anno 1100 le sue reliquie furono traslate nella basilica di San Giorgio, nel castello di Praga.
Santa Ludmilla è venerata come patrona della Boemia, nonché dei convertiti, della Repubblica Ceca, delle duchesse, dei problemi con le nuore e delle vedove e delle suocere.